# Boureye-Longondjou
Ne doit pas être confondu avec Boureye.
Boureye-Longondjou est une localité située dans le département de Dori de la province du Séno dans région Sahel au Burkina Faso.